# Rasi Abdullayev
Pour les articles homonymes, voir Abdullayev.
Rasi Abdullayev (en azéri : Rasi Mahmud oğlu Abdullayev), né le 6 juillet 1944 à Bakou et mort le 26 novembre 2024, est un violoncelliste azerbaïdjanais, professeur (1999), artiste du peuple de la République d'Azerbaïdjan (2005).

## Vie et créativité
Rasi Mahmud oghlu Abdullayev est diplômé de l'école secondaire de musique Bul-Bul en 1962. La même année, il entre au Conservatoire d'État d'Azerbaïdjan, où il étudie dans la classe de violoncelle sous la direction du professeur Sabir Aliyev. Il commence sa carrière comme assistant dans la classe de violoncelle du Conservatoire.
De 1968 à 1969, il poursuit ses études de troisième cycle au Conservatoire d'État de Moscou dans la classe de Mstislav Rostropovitch. De 1964 à 1972, il est soliste de l'Orchestre de chambre d'État d'Azerbaïdjan Gara Garayev. De 1976 à 1979, il travaille au Caire et de 1987 à 1994 à Damas en tant qu'enseignant.
Entre 1970 et 2010, Rasi Abdullayev est soliste de l'orchestre symphonique du Théâtre national académique azerbaïdjanais d'opéra et de ballet. Puis il enseigne à l'Académie de musique de Bakou.